# Мюнстер
Мю́нстер (нем. Münster [ˈmʏnstɐ], н.-нем. Mönster, лат. Monasterium Westphalorum) — город земельного подчинения в Германии, в земле Северный Рейн-Вестфалия.
В Мюнстере расположены важные судебные и административные учреждения земли Северный Рейн — Вестфалия, в том числе Конституционный суд и Высший административный суд. Мюнстерское католическое епископство, основанное более 1200 лет назад, является одним из старейших на севере Германии и играет большую роль за пределами Вестфалии.
Огромное количество велосипедистов и исторический центр города придают ему неповторимый облик.

## География
Мюнстер расположен на севере федеральной земли Северный Рейн — Вестфалия. Ближайшими большими городами к Мюнстеру являются Оснабрюк (44 км на север), Дортмунд (61 км на юг), Билефельд (62 км на восток) и Энсхеде (Нидерланды) (65 км на северо-запад).
Город является одной из 42 городских агломераций в Германии. По своей площади он стоит на 16-м месте среди городов ФРГ с самой большой площадью, однако почти половина территории города используется для нужд сельского хозяйства.

### Климат
Несмотря на то, что среднегодовое количество осадков в Мюнстере (700 мм/год) примерно равно среднегодовому количеству осадков в Германии, за городом прочно закрепилась слава дождливого города. Причина этого лежит не в абсолютном количестве осадков, а в большом количестве дождливых дней. Среднегодовая температура составляет 9 °C при ок. 1500 солнечных часах в году. В сравнении с другими немецкими городами, по этому показателю Мюнстер находится в числе 20 % городов с самой пасмурной погодой. Зима в Мюнстере достаточно мягкая, снег идёт относительно редко. Летняя температура соответствует средней по стране.

### Административное деление города
В соответствии со ст. 1 Устава города, Мюнстер разделён на 6 административных районов: Центр, Север, Восток, Запад, Юго-Восток и Хильтруп. В каждом таком районе есть местное самоуправление из 19 членов, которые выбираются на коммунальных выборах. Указанные районы, в свою очередь, состоят из более мелких образований.

## История
История города охватывает более 1200 лет. Вначале здесь было саксонское городище. Первоначальное поселение было основано в 793 году Карлом Великим, который приказал построить недалеко от своей резиденции монастырь (от латинского слова «monasterium» и происходит название города). В первой половине XVI века архивы города были полностью уничтожены. Таким образом, исторические сведения, относящиеся к периоду до указанного времени, частично неточны и основаны на документах, которые хранились за пределами города.
В 805 г. Мюнстер стал резиденцией епископа. 
В 1170 году Мюнстер получает статус города. Примерно в это же время начинается строительство городских укреплений. Длина городской стены составляла около 4 км. В середине XIV века она была усилена за счёт сооружения других строений. В это время Мюнстер был самым большим по площади городом Вестфалии.
1358 год — первое упоминание Мюнстера как члена Ганзы. Однако, возможно, что к тому времени город уже долго состоял в этом союзе.
С 1534 по 1536 — Мюнстерская коммуна.
В 1648 году в городе произошло событие европейского уровня — подписание Вестфальского мира, который положил конец Тридцатилетней войне и Восьмидесятилетней войне.

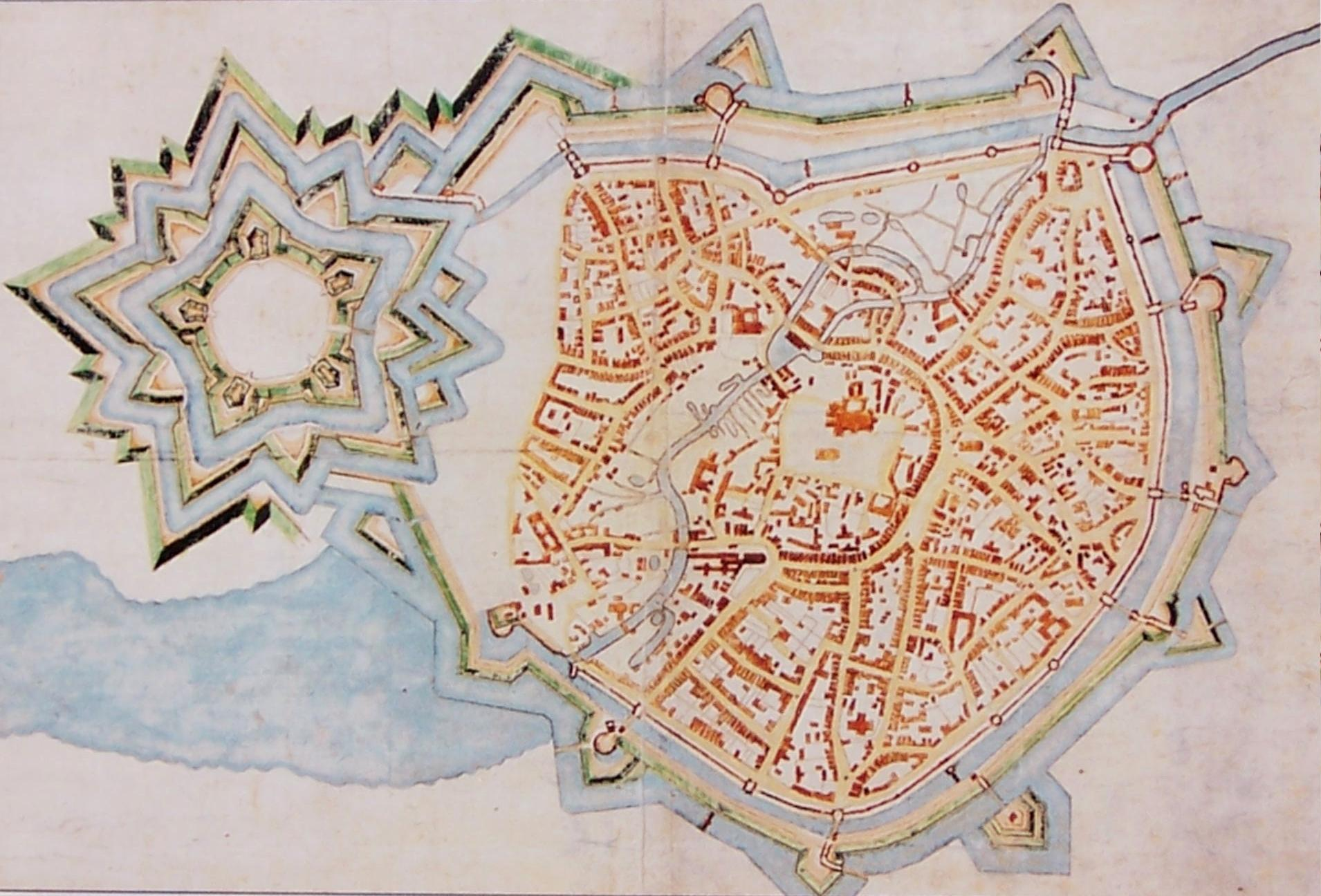
Цитадель в Мюнстере на карте местности 1680 года.

В 1811 году эти земли были аннексированы Францией, и Мюнстер стал административным центром департамента Липпе.
С 1815 по 1945 — столица прусской провинции Вестфалия.
1915 год — население города превысило отметку в 100 000 человек.
Город сильно пострадал во Вторую мировую войну.
18 июня 1990 года — в рамках подготовки «Договора 2+4» в исторической ратуше прошла встреча Ханса-Дитриха Геншера и Эдуарда Шеварднадзе. Жители города оказали политикам бурный приём.

## Население

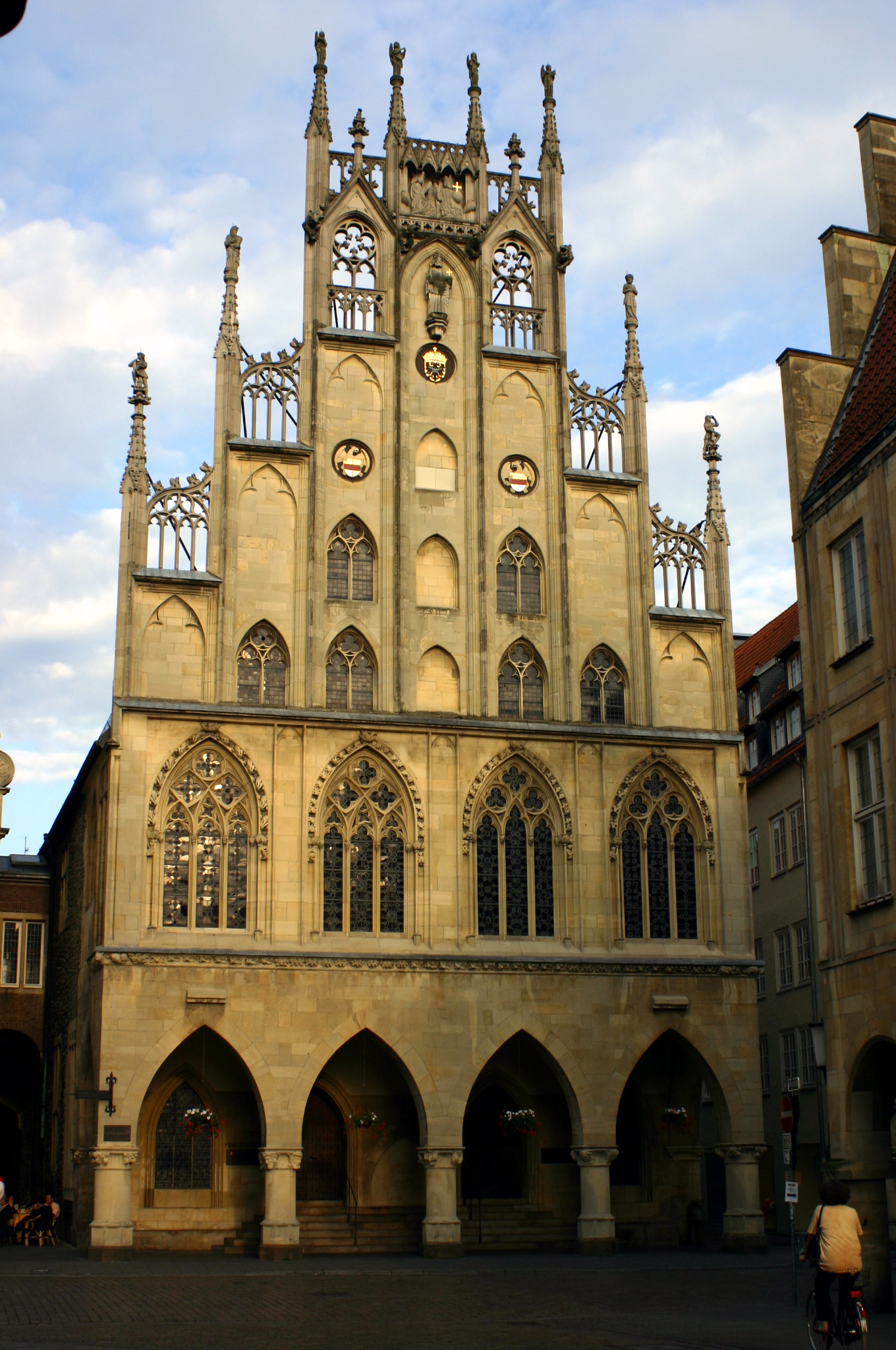
Историческая ратуша.

Население Мюнстера составляет более 270 тыс. человек и ещё около 10 тыс. человек указывают Мюнстер как своё второе место жительства. Около 9 % населения города составляют иностранцы. 6,3 % трудоспособного населения не имеют работы (декабрь 2007). 80 % всех работающих жителей заняты в сфере услуг, 17 % в производственной промышленности и 1 % в сельском хозяйстве.
Средний житель Мюнстера моложе 36 лет и, таким образом, на 4 года моложе, чем средний гражданин Германии. Ожидаемая продолжительность жизни составляет 76,3 года для мужчин и 83,1 год для женщин. Это самая высокая ожидаемая продолжительность жизни в городах Германии.

## Экономика и промышленность
Основными организациями-работодателями в Мюнстере никогда не были промышленные предприятия, скорее образовательные и управленческие учреждения, в том числе университет и управление округом. Поэтому Мюнстер часто называют «письменный стол Вестфалии». Также Мюнстер играет намного большую роль в сфере торговли в своём регионе, чем другие города такого же размера. Наряду с указанными отраслями сельское хозяйство, особенно в отдалённых от центральной части города районах, продолжает играть большую роль в экономике города.
В Мюнстере нет больших предприятий и только небольшое количество средних. Упомянуть можно BASF Coatings AG, отделение по производству лаков фирмы BASF, лакокрасочный завод Brillux, а также Westfalen AG, общегерманскую сеть заправочных станций.

## Наука и образование
Мюнстер считается университетским городом. В общей сложности в нём обучаются около 50 000 студентов.

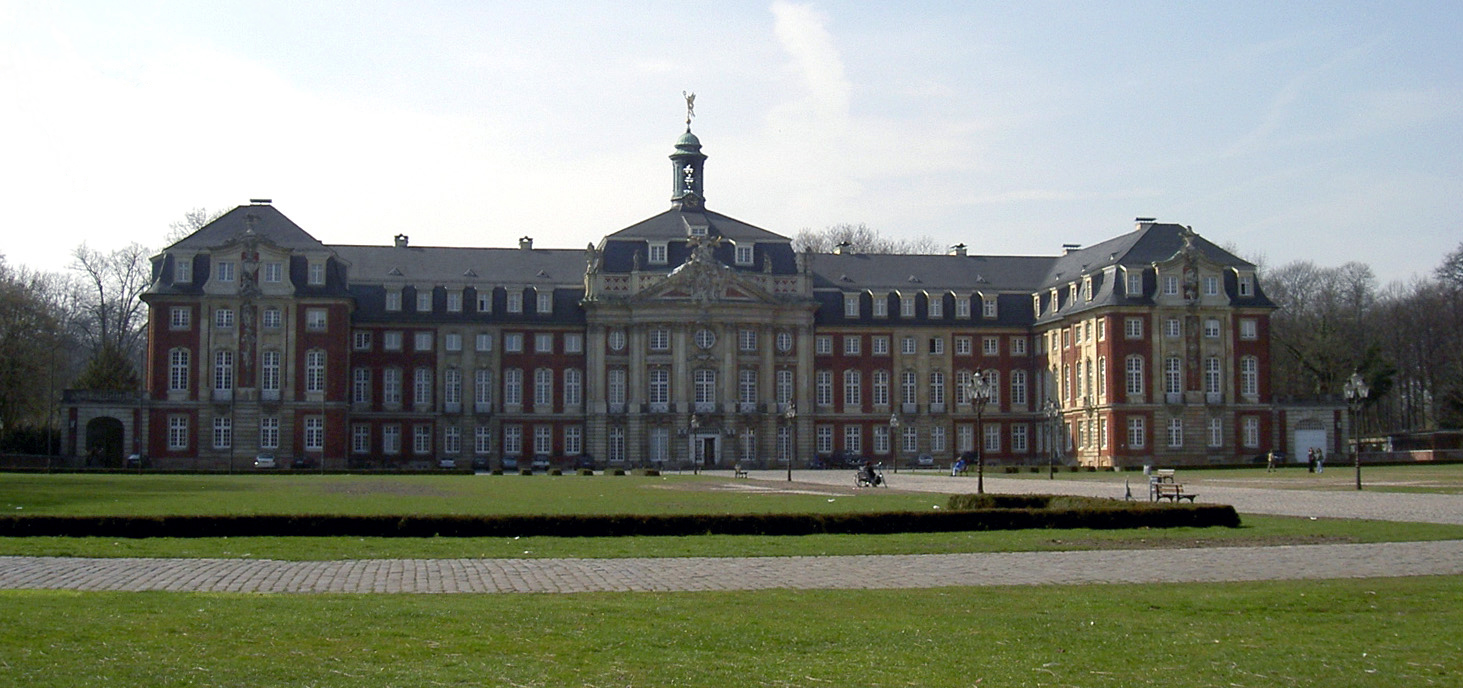
Мюнстерский дворец — Главный корпус Вестфальского университета

Вестфальский университет им. Вильгельма (нем. Westfälische Wilhelms-Universität), в котором на 15 факультетах учатся 42 000 студентов (данные на зимний семестр 2005/2006), является одним из крупнейших университетов Германии и самым крупным работодателем города (13 000 работников, включая университетскую клинику). Университет был основан в 1780 году. С 1 апреля 2004 года к университету также относится Высшая музыкальная школа Мюнстера. Университету принадлежит более 280 зданий в городе.
В июле-сентябре 1999 года в клинике Университета проходила лечение от лейкемии, а затем скончалась Р. М. Горбачёва.
Также к крупнейшим вузам своего типа принадлежит Высшая профессиональная школа Мюнстера (нем. Fachhochschule Münster). В ней на 12 факультетах учатся почти 9000 студентов (включая отделение в Штайнфурте). Она была основана в 1971 году и является крупнейшей профессиональной школой Германии.
Ведущим исследовательским центром Мюнстера является Институт молекулярной биомедицины Общества Макса Планка (осн. 1 августа 2001 г.)

### Другие высшие учебные заведения города
- Высшая школа государственного управления (нем. Fachhochschule des Bundes für öffentliche Verwaltung) (основана в 1978 г.)
- Академия искусств (нем. Kunstakademie Münster) (основана в 1971 г.)
- Высшая Католическая школа земли Северный Рейн — Вестфалия (нем. Katholische Fachhochschule Nordrhein-Westfalen) (основана в 1971 г.)
- Мюнстерская школа делового администрирования и экономики

## Спорт
Самым успешным футбольным клубом города является «Пройссен Мюнстер» — вице-чемпион страны 1951 года. С сезона 2011/2012 он выступает в третьей лиге страны. Волейбольный клуб USC Münster выступает в первой волейбольной лиге.
В городе регулярно проводятся различные спортивные мероприятия: марафон, регата на озере Аазе.

## Культура и туризм

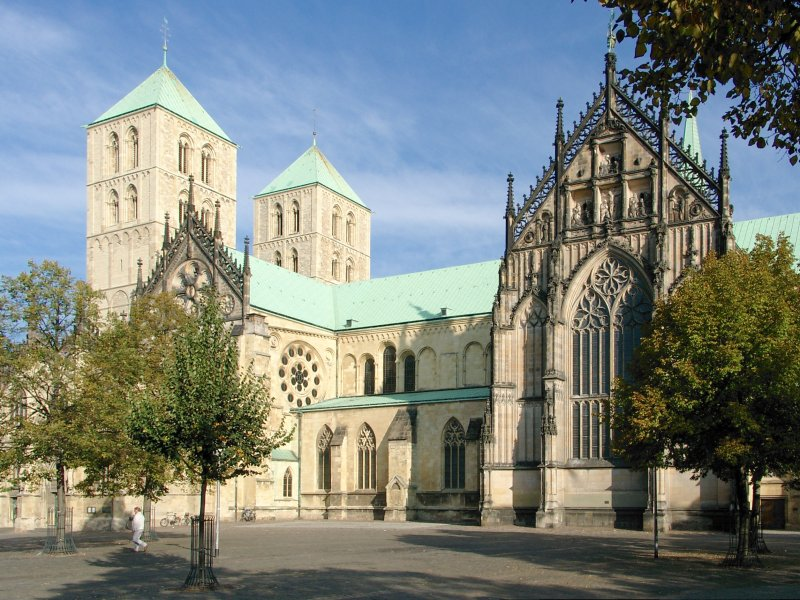
Собор Святого Павла

Мюнстер богат шедеврами как исторической, так и современной архитектуры. Исторический облик города формировался в первую очередь церквями, которых в городе более 20. Особое место среди них занимают Собор Святого Павла (нем. St.-Paulus-Dom) и Ламбертикирхе (нем. Lambertikirche). Во время Второй мировой войны центральная часть города была практически полностью разрушена, однако многие здания были впоследствии восстановлены. Среди произведений современной архитектуры стоит отметить здание городского театра (нем. Städtische Bühnen) и городскую библиотеку.
Раз в 10 лет в городе проводится международный конкурс скульптурных проектов, после которого город обогащается различными скульптурами, число которых в настоящее время достигло 60.
В год город посещают около 5 миллионов туристов. Около 478 тысяч человек, из них около 47000 иностранцев, остаются в городе на несколько дней и проводят в городе в среднем три дня. Мюнстер любим гостями за его региональные праздники, такие как EuroCityFest, рождественский рынок и ярмарка Send. Эти события привлекают множество гостей из Рурской области и Нидерландов.
В городе находятся 8 театров, 30 музеев (в том числе археологический, палеонтологический, музей Библии и др.), планетарий, зоопарк, 80 гостиниц с ок. 7000 мест, около 800 кафе и ресторанов. В черте города находится дворец XVIII века Эрбдростенхоф.

## Разное

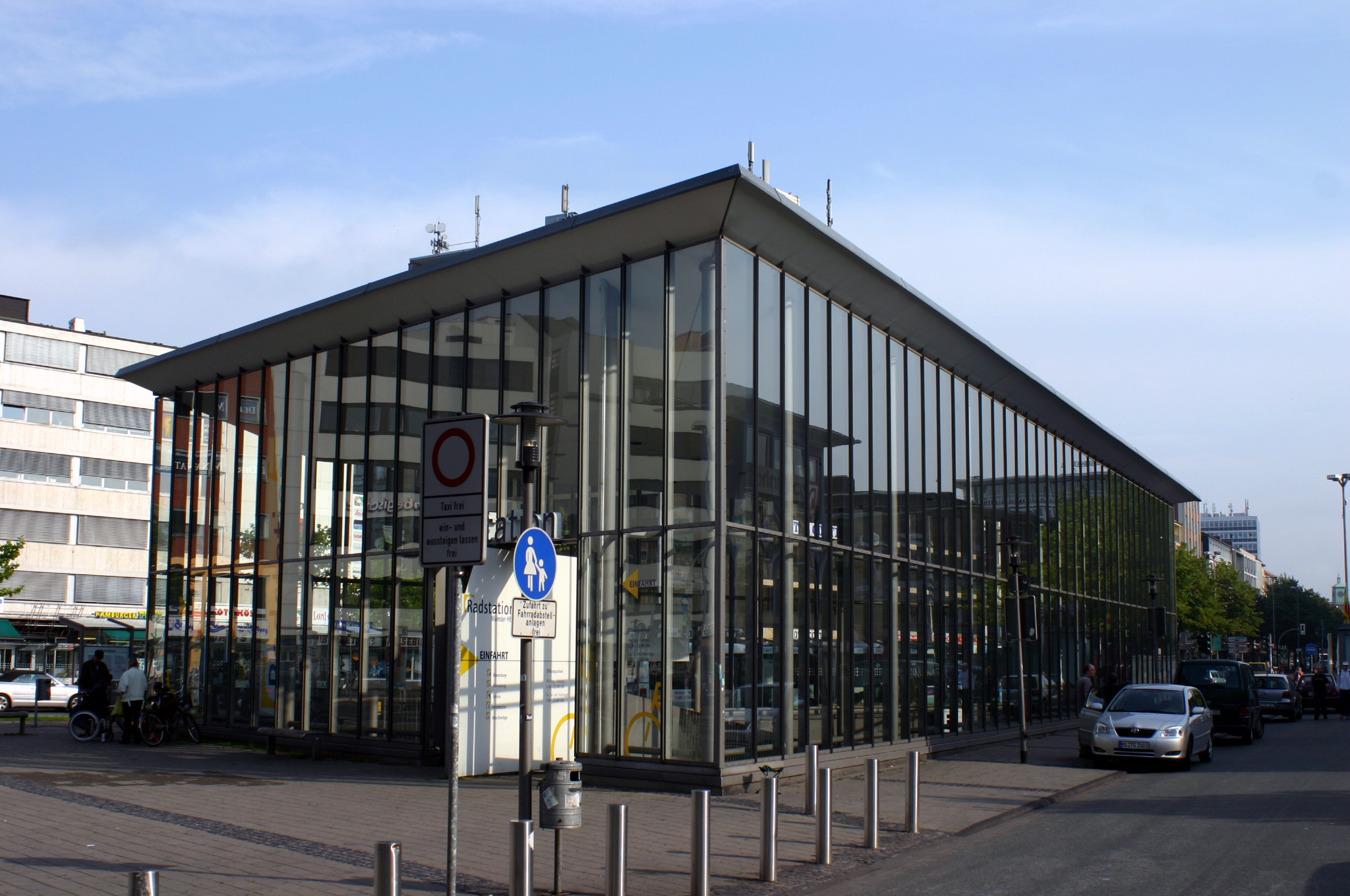
Станция проката и хранения велосипедов на вокзале в Мюнстере

### Награды
1991, 2004, 2005 — «Самый дружелюбный город для велосипедистов» (Союз защиты окружающей среды и природы).
2004 — «лучший город для проживания» (LivCom-Award).
2001 — победитель в национальном конкурсе «Доступность центральных частей города», проводимом ADAC.
2004 — за инициативу «Сердце для детей» город назван «самым дружелюбным городом для детей».
2005 — золотая медаль European Energy Award.
2006 — золотая медаль национального конкурса «Наш город расцветает» (нем. Unsere Stadt blüht auf).
2007 — золотая медаль международного конкурса «Entente Florale».

### Цитаты
- «Или идёт дождь, или в Мюнстере звонят колокола. Если и то, и другое, значит сегодня воскресенье» — местная поговорка.
- «Один из прекраснейших городов Германии» — Ханс Гюнтер Винклер, многократный олимпийский чемпион и чемпион мира в конном спорте.
- «Красивый, прямо-таки благородный город. Здесь великое прошлое соответствует динамичному настоящему. Впечатляюще» — Папа Бенедикт XVI, в свою бытность доцентом университета в Мюнстере.
- «Всё это было разрушено? Это совершенно незаметно» — Эдуард Шеварднадзе, министр иностранных дел СССР, о центральной части города.
- «В Мюнстере у меня была необыкновенная возможность встретиться с замечательным кусочком истории и поучаствовать в ней» — Генри Киссинджер, госсекретарь США.

### Русская православная церковь
В Мюнстере с 1996 года есть Русская православная церковь в честь Казанской иконы Божьей Мaтери. Богослужения проводятся еженедельно на Hammerstraße 371.

## Города-побратимы
- Йорк (англ. York), Великобритания, с 1958
- Орлеан (фр. Orléans), Франция, с 1960
- Кристиансанд (норв. Kristiansand), Норвегия, с 1967
- Монастир (араб. المـنسـتير‎), Тунис, с 1969
- Ришон-ле-Цион (ивр. רִאשׁוֹן לְצִיּוֹן‎), Израиль, с 1981
- Фресно (англ. Fresno), США, с 1986
- Рязань, Россия, с 1989
- Мюльхаузен (нем. Mühlhausen), Тюрингия, с 1990
- Люблин (пол. Lublin), Польша, с 1991
- Винница (укр. Вінниця), Украина, с 2023 [10]

## Галерея

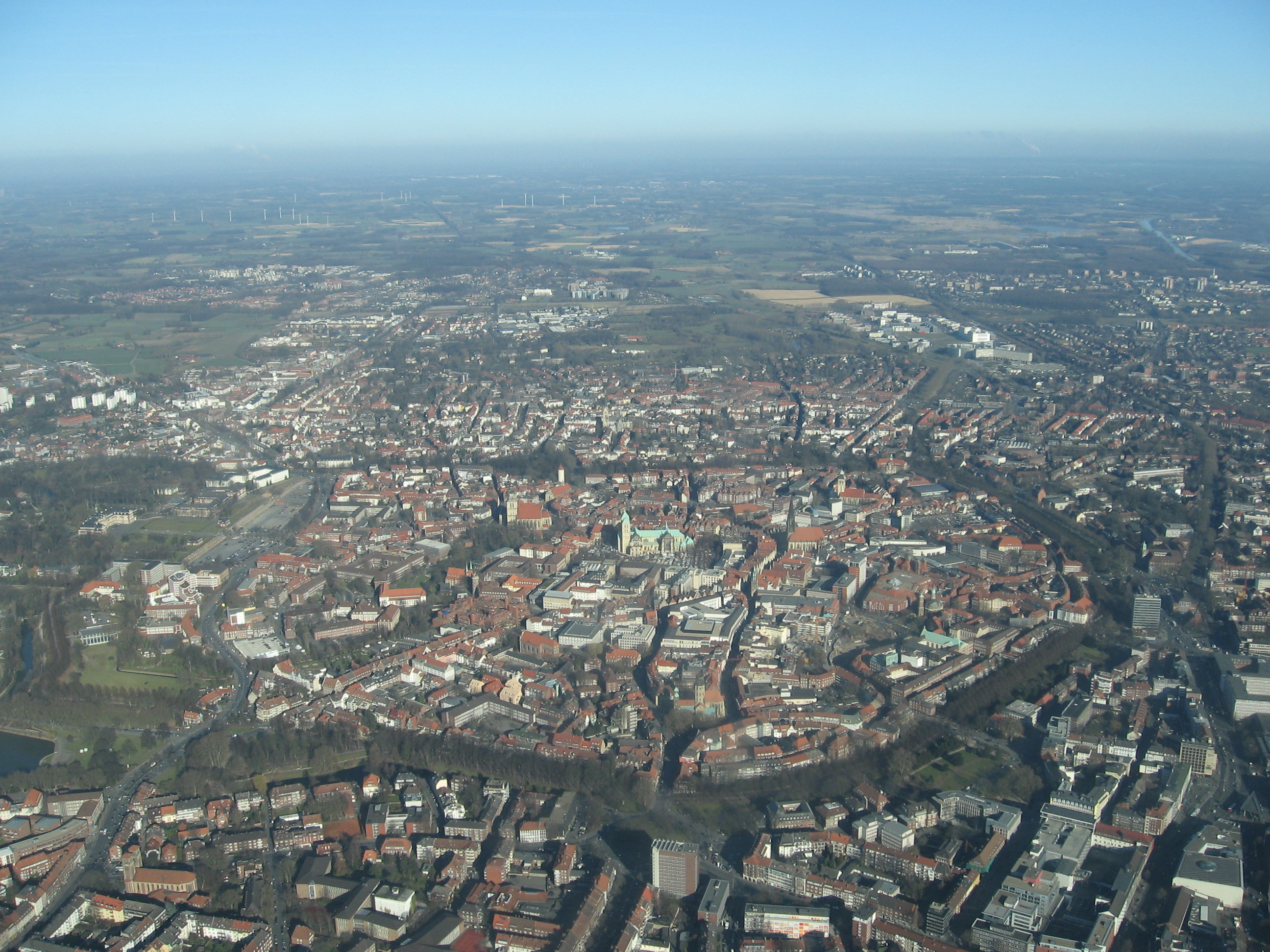
Центр города
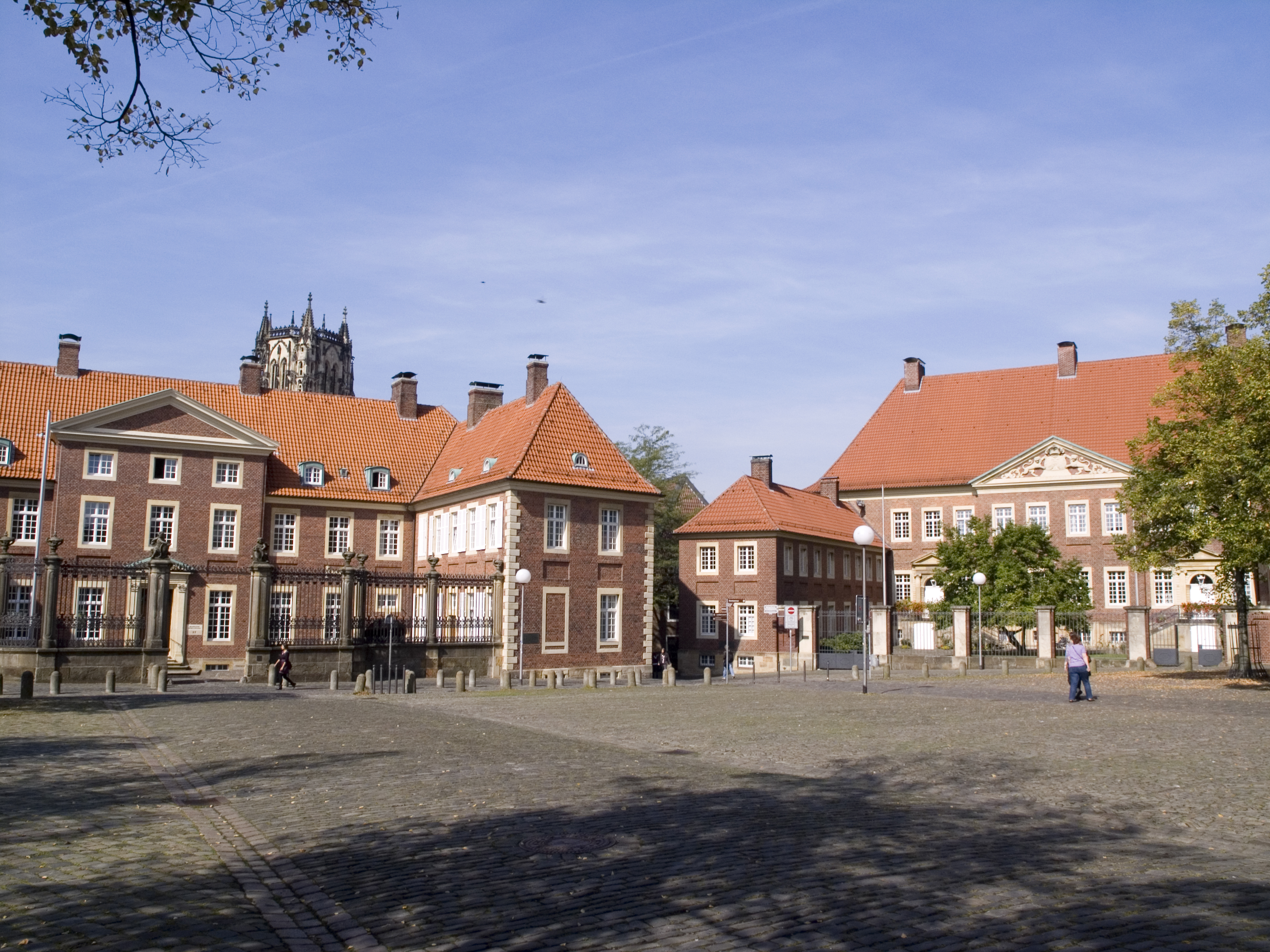
Площадь Домплац
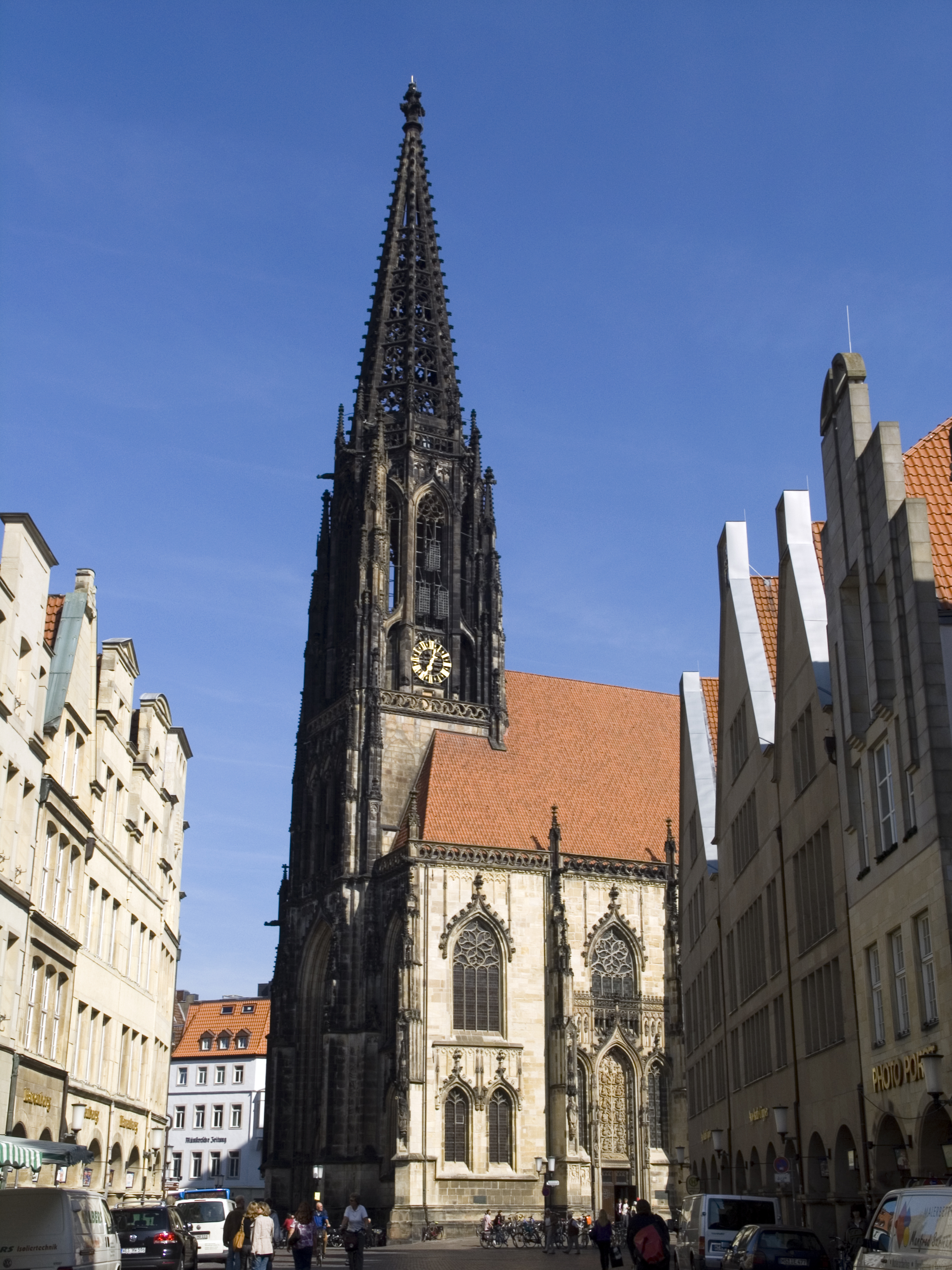
Церковь Святого Ламберта
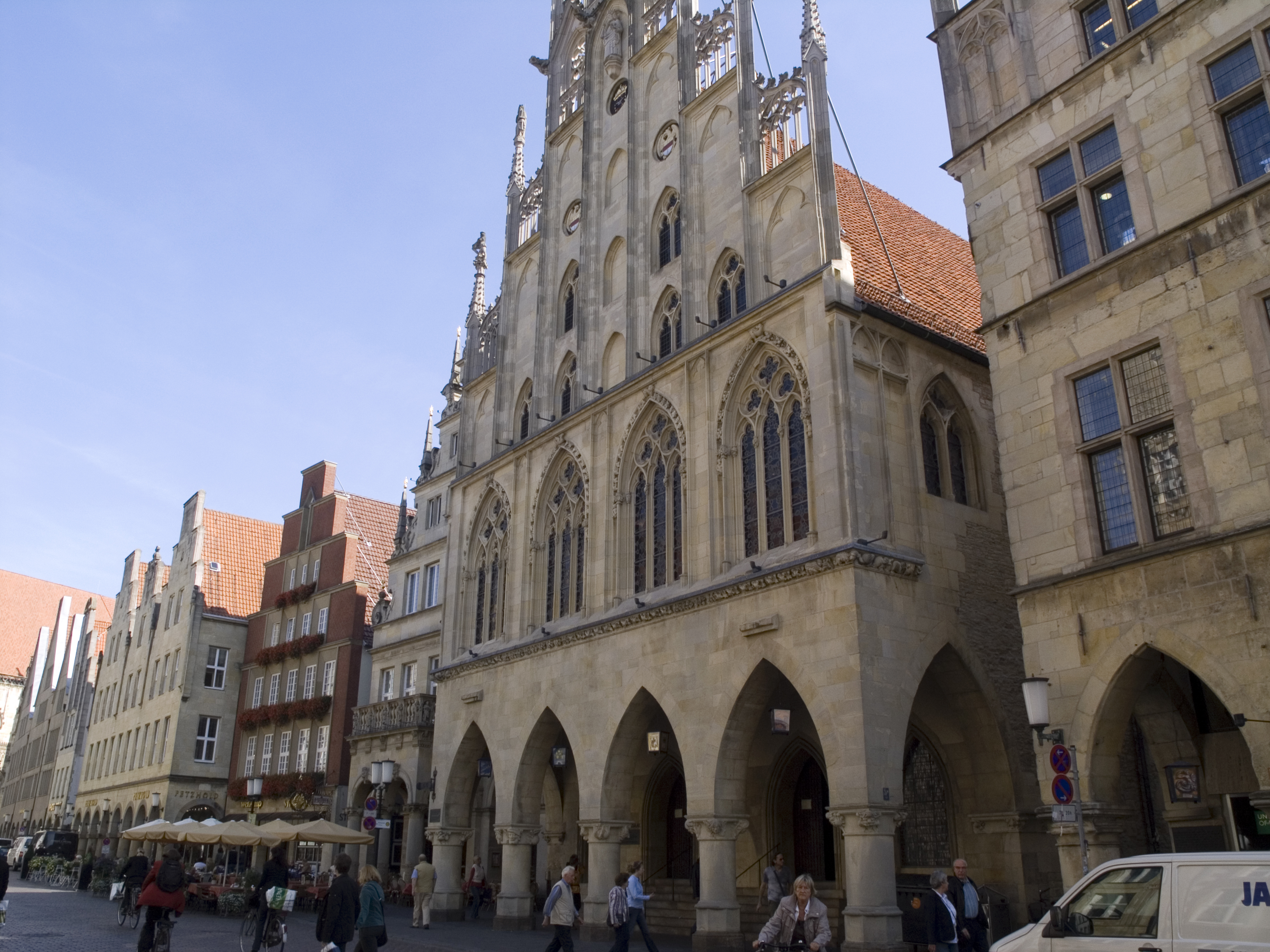
Улица Принципальмаркт, историческая ратуша
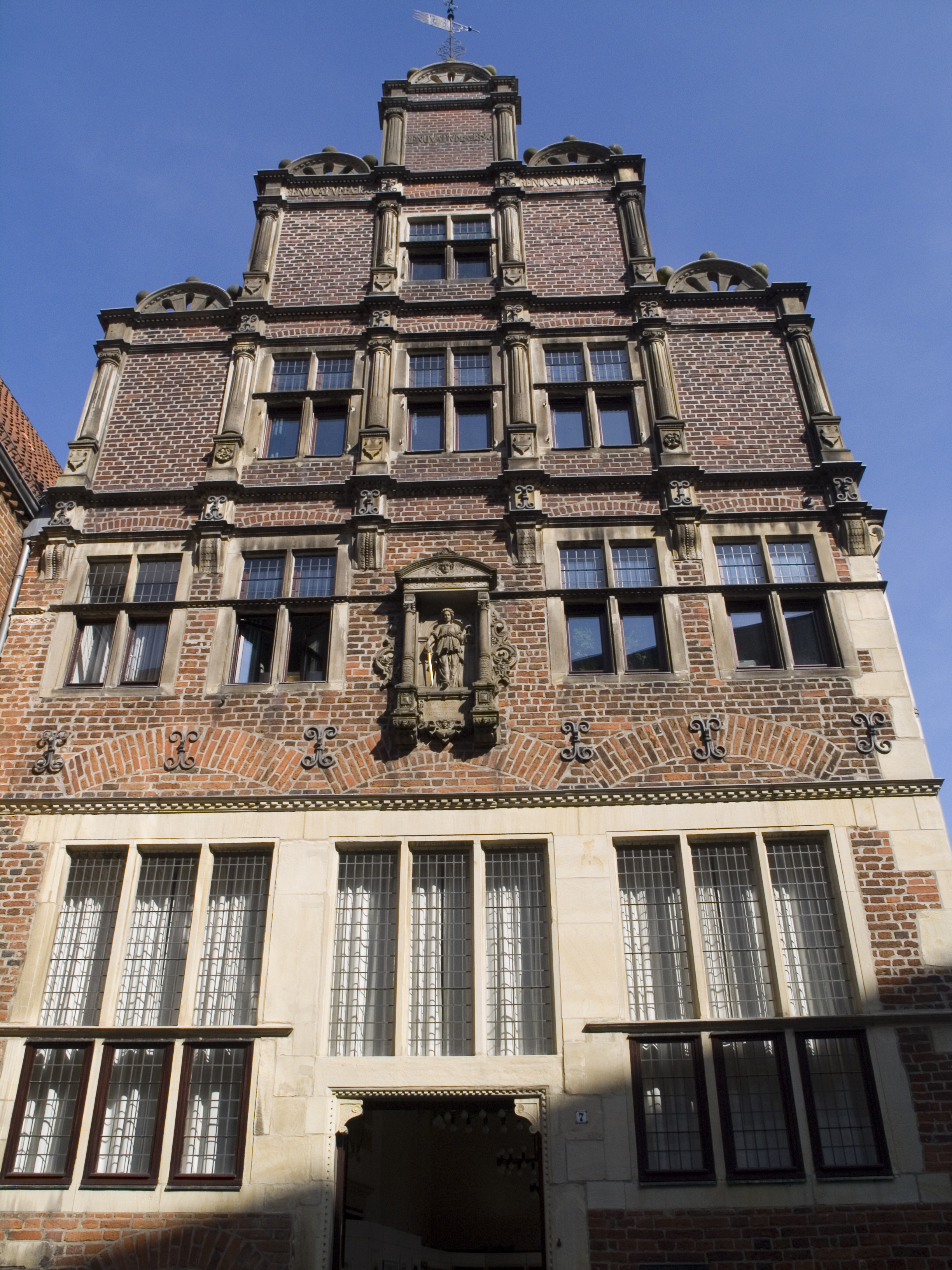
Нидерландский дом
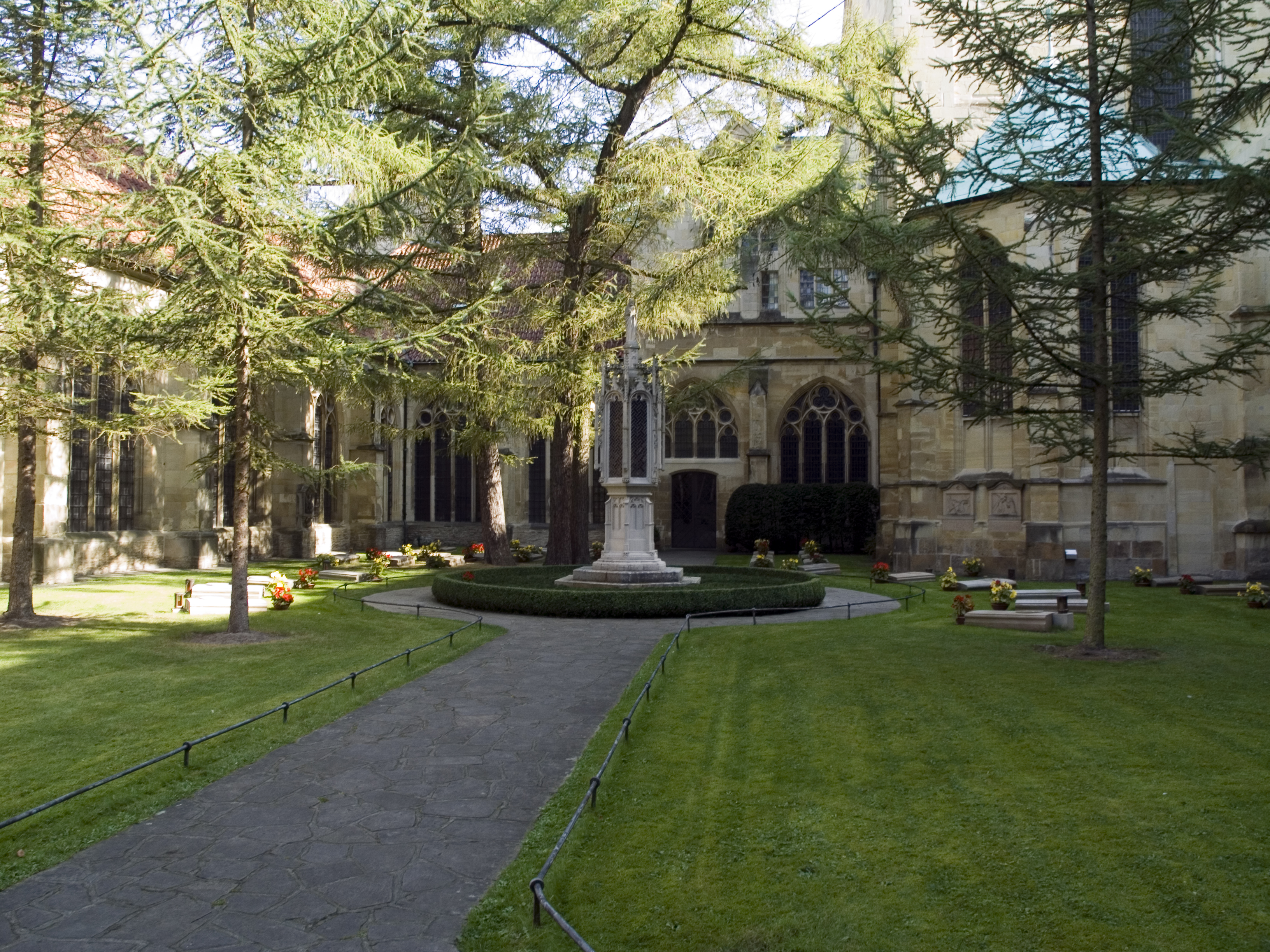
Собор Святого Павла (внутренний двор)
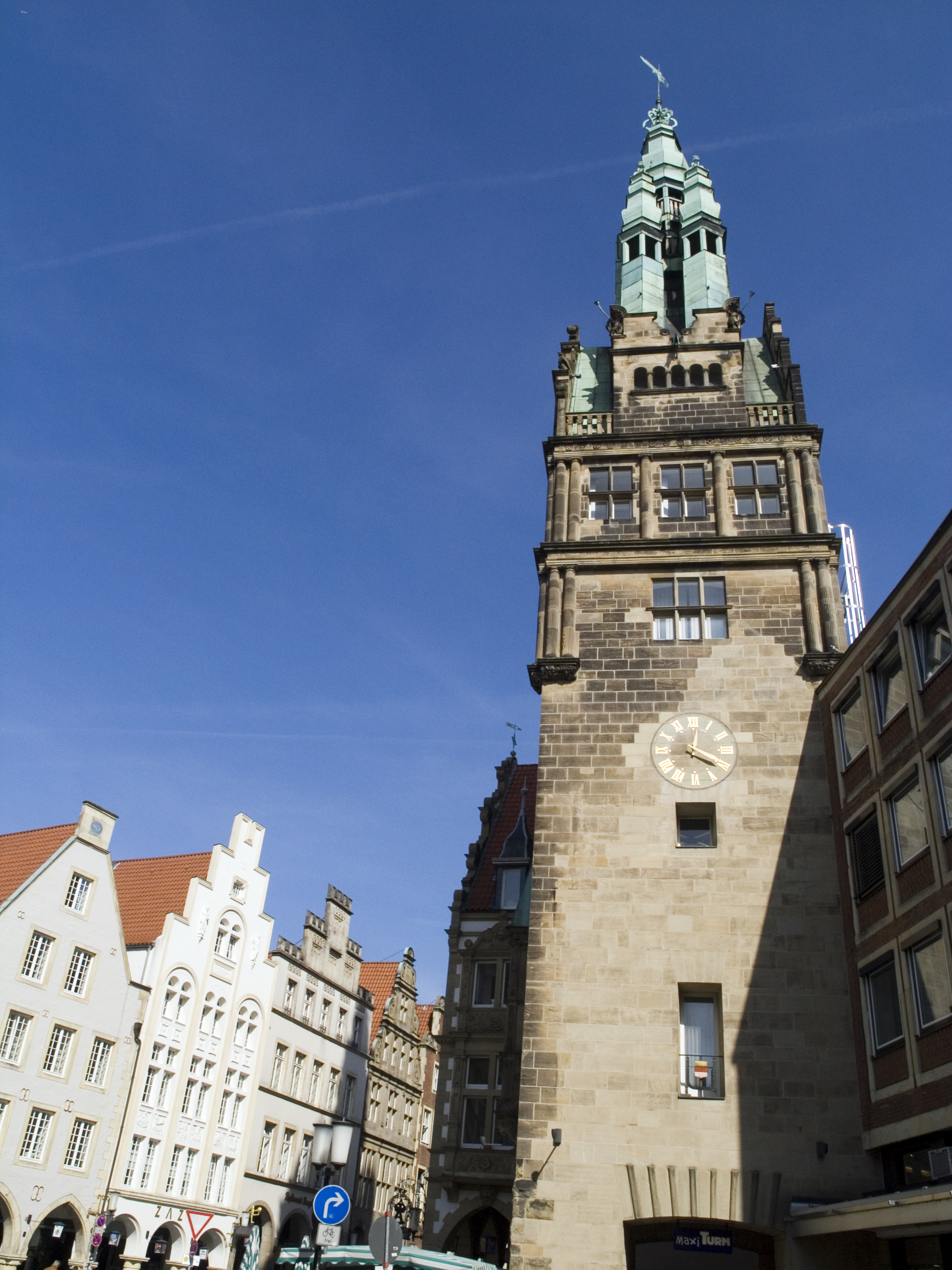
Ратушная башня
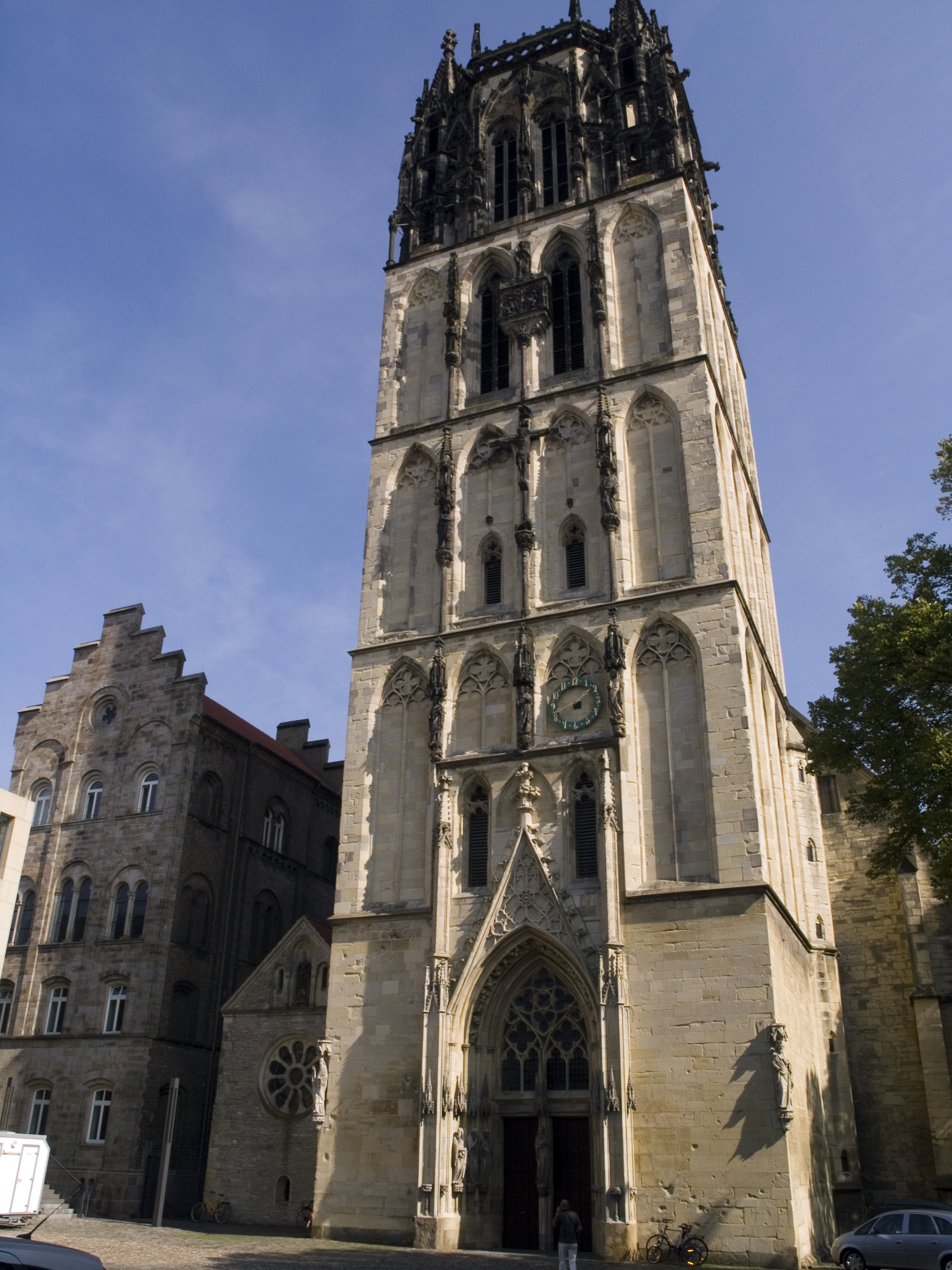
Церковь Überwasserkirche
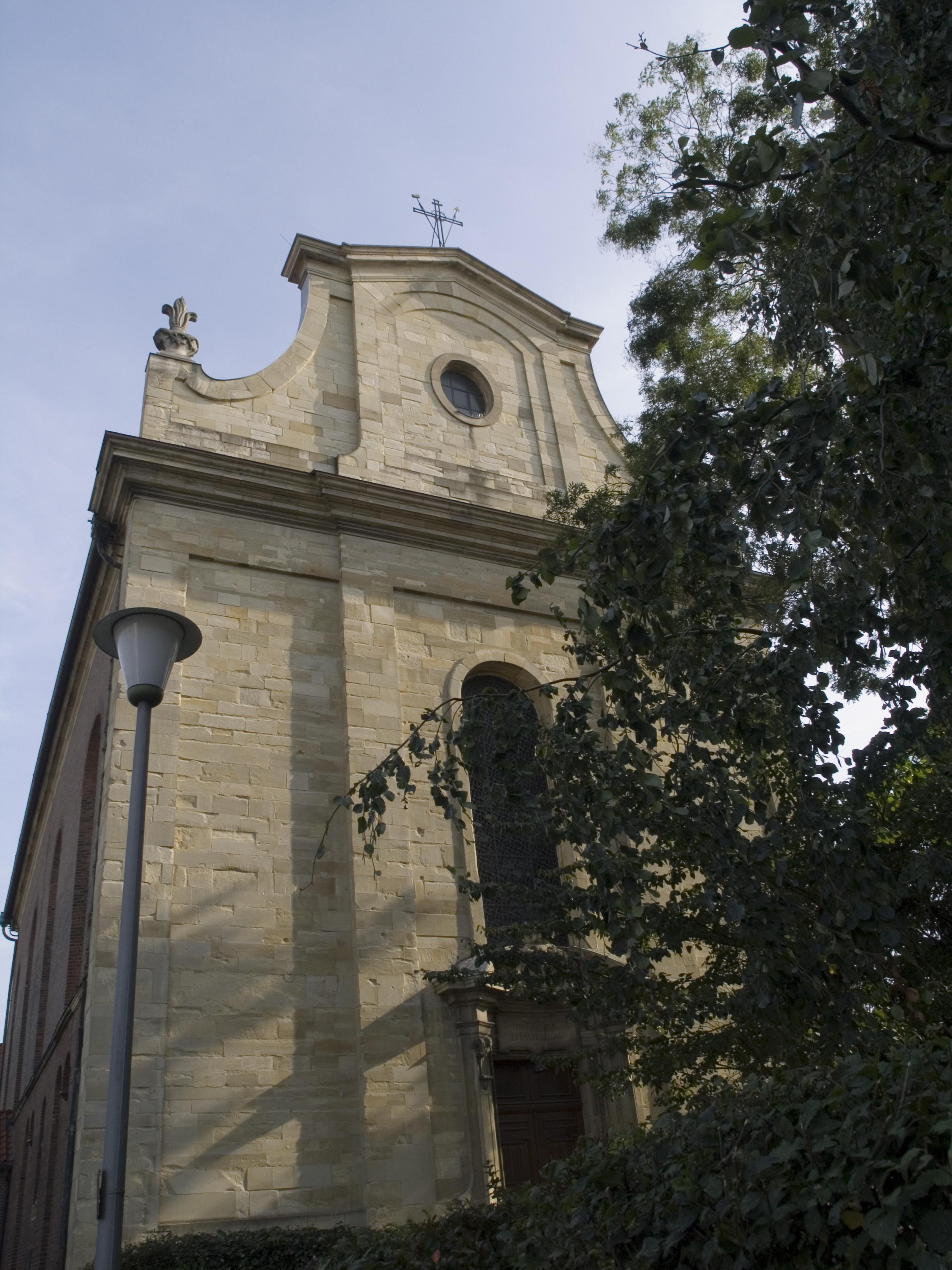
Церковь Святого Эгидия